# Edwin Millet
Edwin Millet Martínez (ur. 17 sierpnia 1967) – portorykański zapaśnik walczący w obu stylach  w kategorii 130 kg.
Zajął 21. miejsce na mistrzostwach świata w 1995. Srebrny medalista igrzysk panamerykańskich w 1995 i trzykrotny medalista mistrzostw panamerykańskich (srebro w 1990). Zdobył pięć srebrnych medali na igrzyskach Ameryki Środkowej i Karaibów w 1990, 1993 i 2002. Drugie na mistrzostwach Ameryki Centralnej w 1990 roku.